# Ochodaeus castaneus
Ochodaeus castaneus is een keversoort uit de familie Ochodaeidae. De wetenschappelijke naam van de soort is voor het eerst geldig gepubliceerd in 1920 door Benderitter.